# ハイド・パーク・コーナー駅
ハイド・パーク・コーナー駅 (Hyde Park Corner tube station)は、ロンドン中心部シティ・オブ・ウェストミンスターにあるロンドン地下鉄・ピカデリー線の鉄道駅。

## 概要
1906年12月15日、開業。

## 近隣
- ザ・ペニンシュラロンドン（2023年9月12日オープン）

## 隣の駅
ロンドン交通局
ロンドン地下鉄
■ピカデリー線
ナイツブリッジ駅 - ハイド・パーク・コーナー駅- グリーン・パーク駅

## ギャラリー

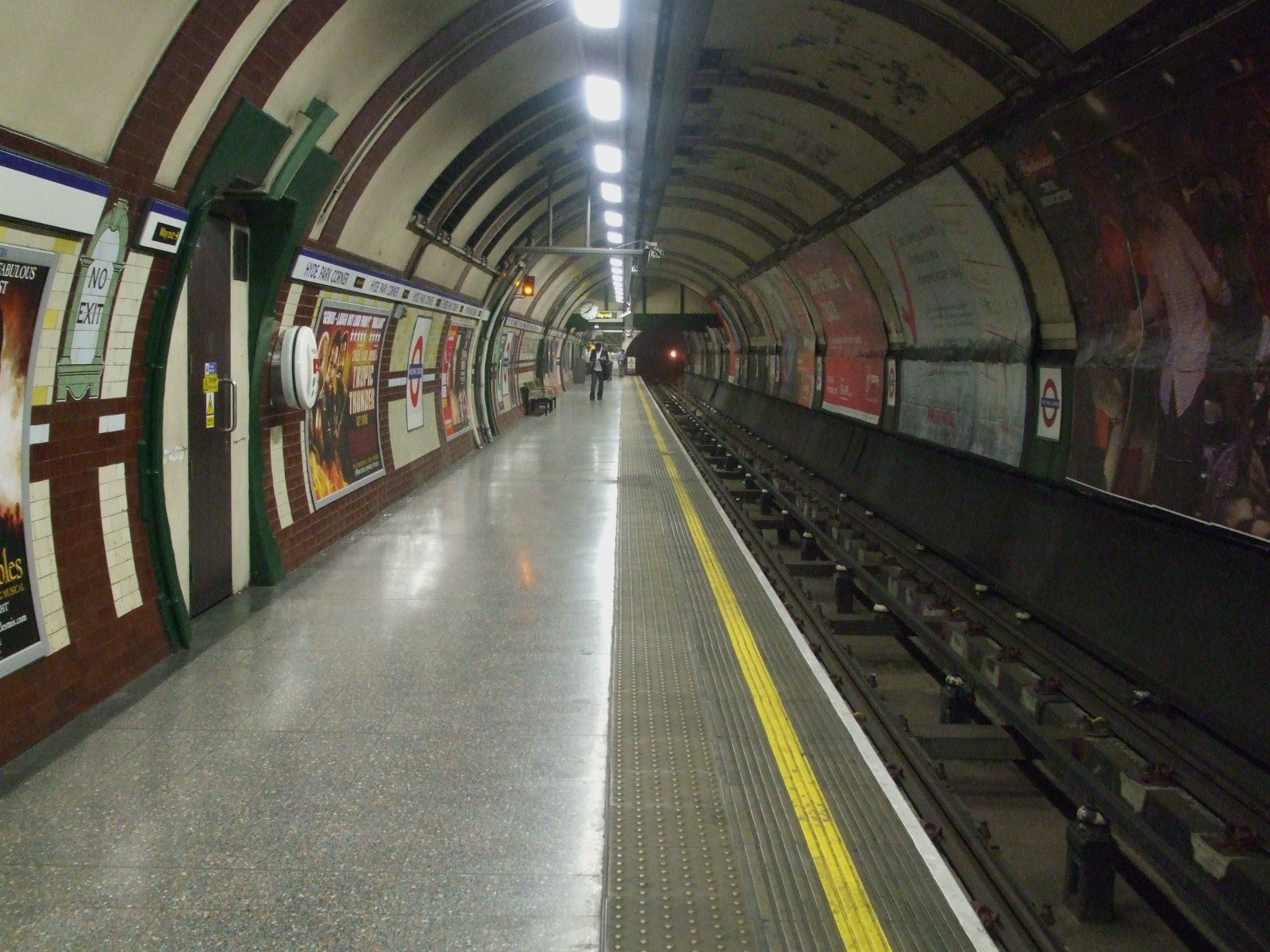
西方面行きプラットフォーム
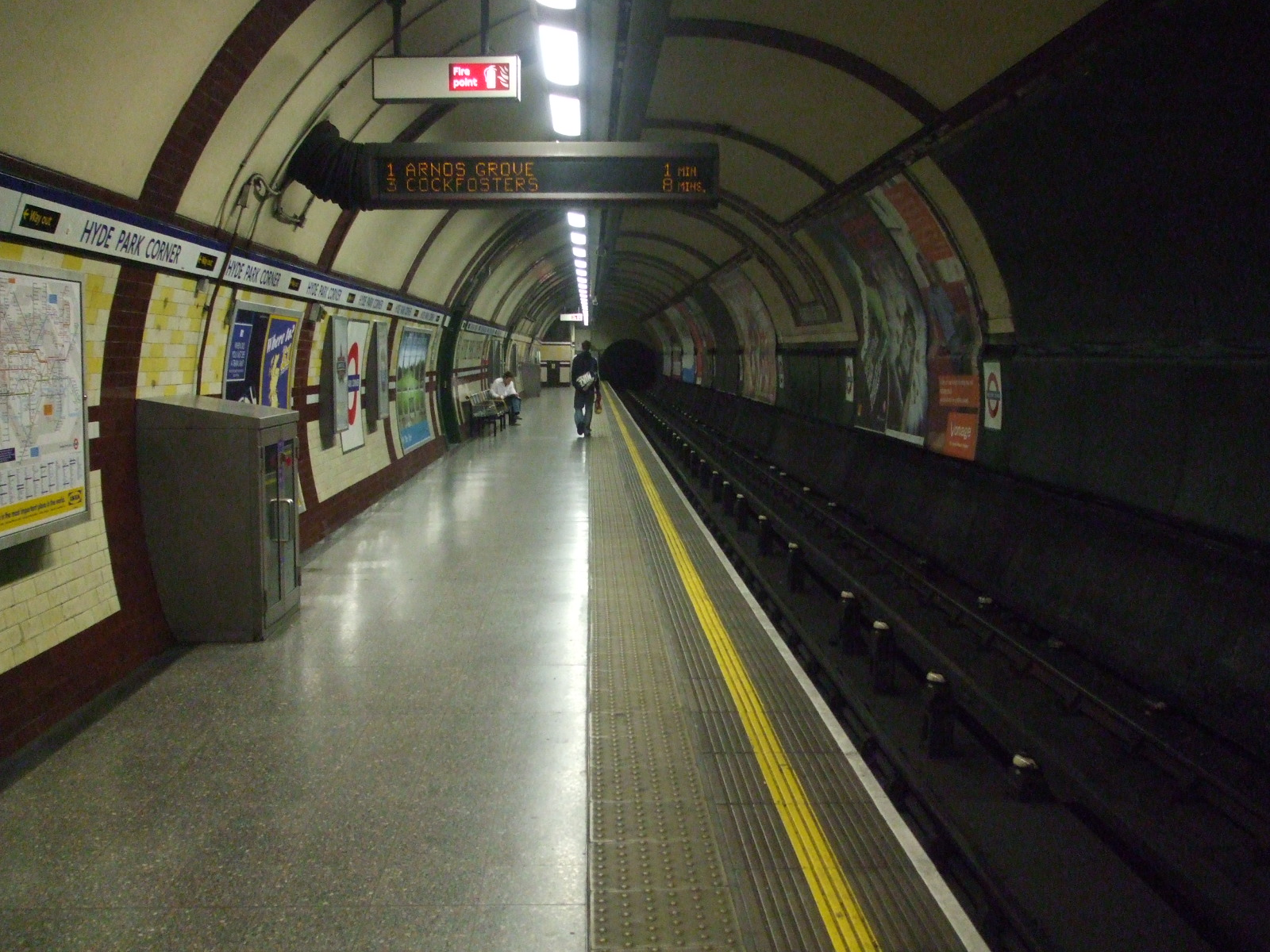
東方面行きプラットフォーム
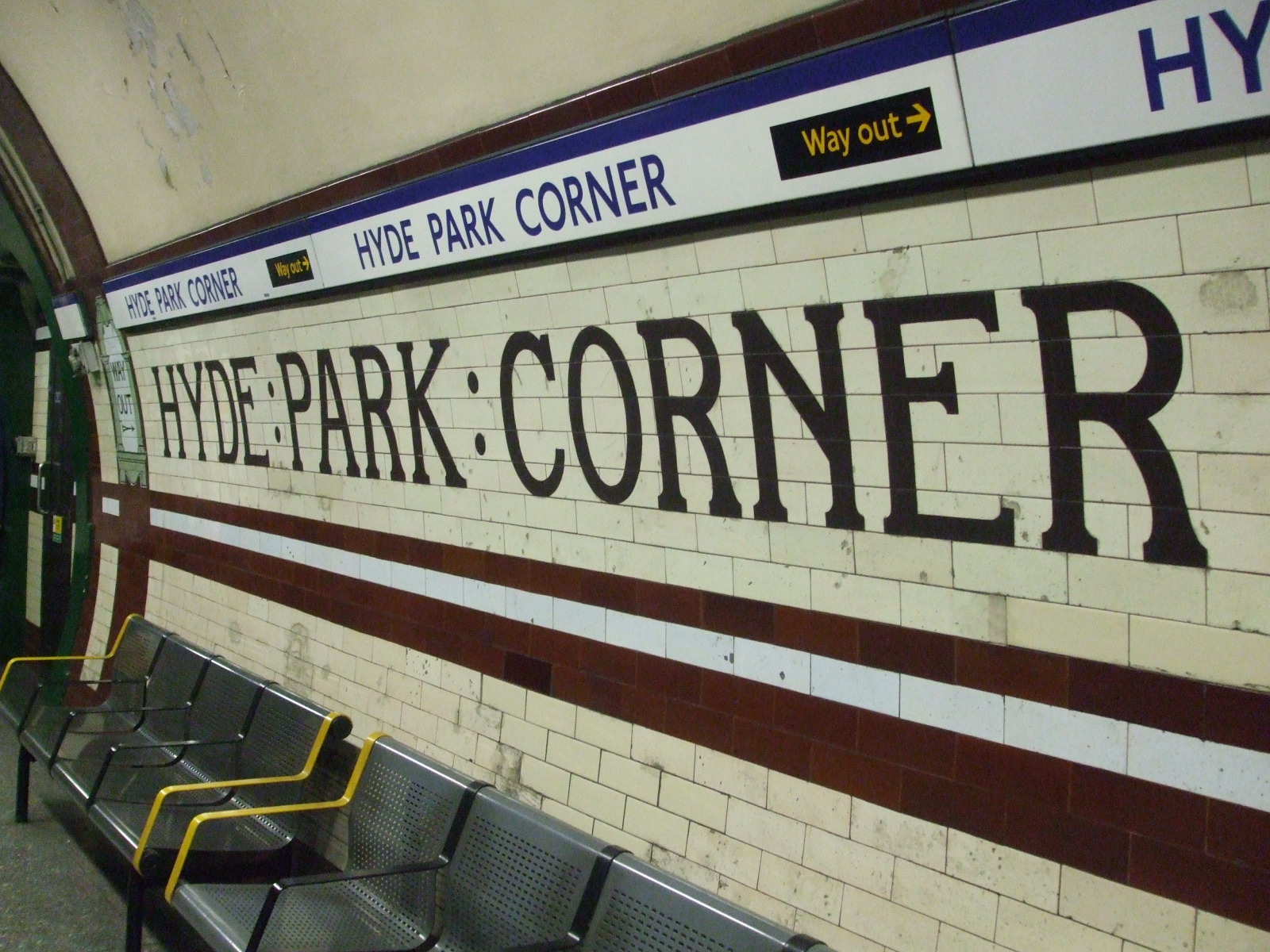
装飾タイル
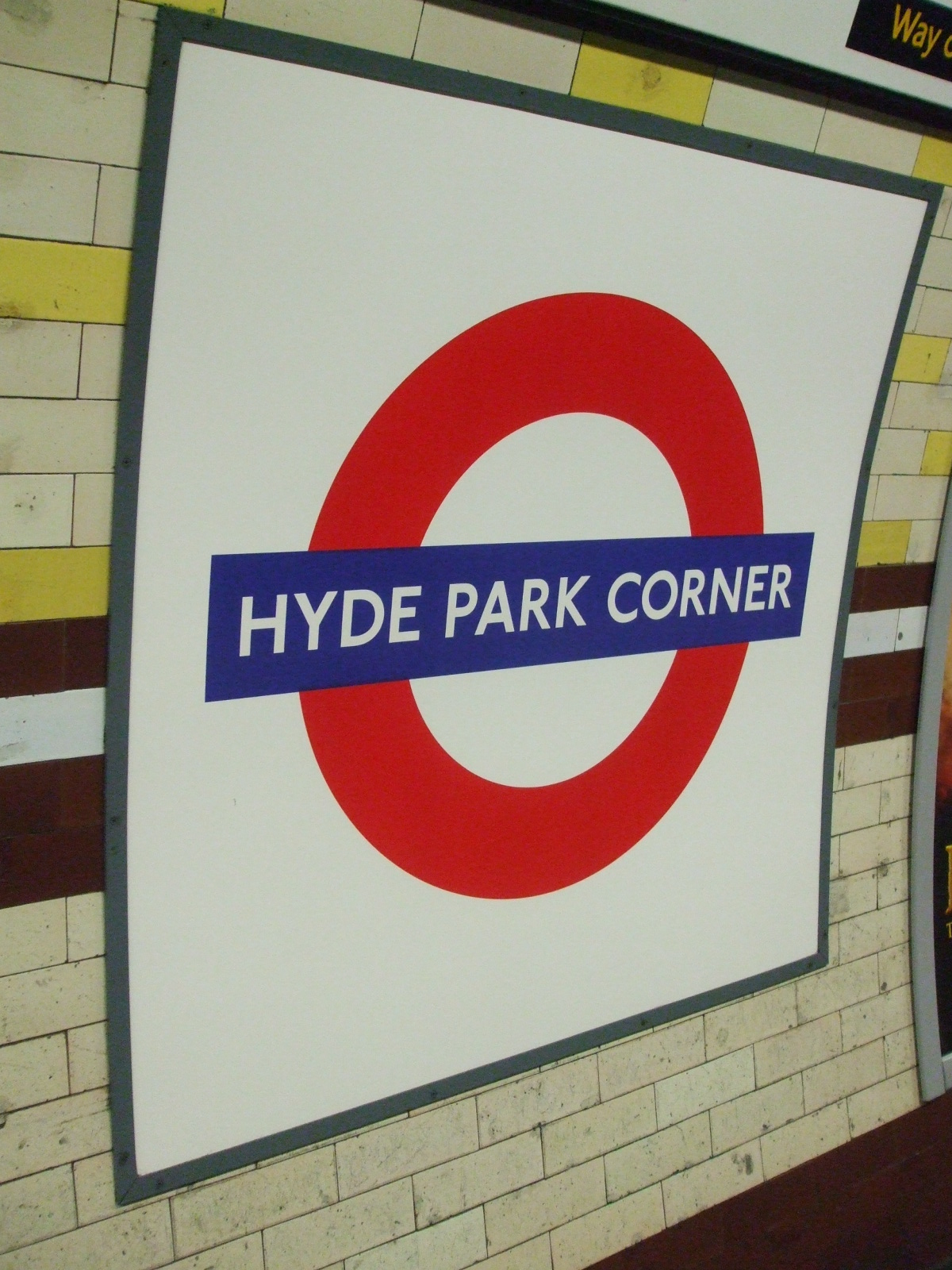
プラットフォームの標識